# Jessica Chase
Pour les articles homonymes, voir Chase.
Jessica Chase, née le 11 juillet 1978 à Montréal, est une nageuse canadienne spécialisée en natation synchronisée.
Elle est médaillée d'or par équipe aux Jeux panaméricains de 1999 à Winnipeg. Lors des Jeux olympiques de 2000 à Sydney, elle remporte la médaille de bronze olympique par équipe. Elle est médaillée de bronze par équipe aux Championnats du monde de natation 2001 à Fukuoka. En 2000, elle reçoit la Médaille de l'Assemblée nationale du Québec.